# Лин (Индијана)
Лин (енгл. Lynn) град је у америчкој савезној држави Индијана.

## Демографија
По попису из 2010. године број становника је 1.097, што је 46 (-4,0%) становника мање него 2000. године.
| Група             | 2000.         | 2010.         |
| Белци             | 1.102 (96,4%) | 1.056 (96,3%) |
| Афроамериканци    | 4 (0,3%)      | 5 (0,5%)      |
| Азијати           | 5 (0,4%)      | 8 (0,7%)      |
| Хиспаноамериканци | 5 (0,4%)      | 21 (1,9%)     |
| Укупно            | 1.143         | 1.097         |